# شن شاپل

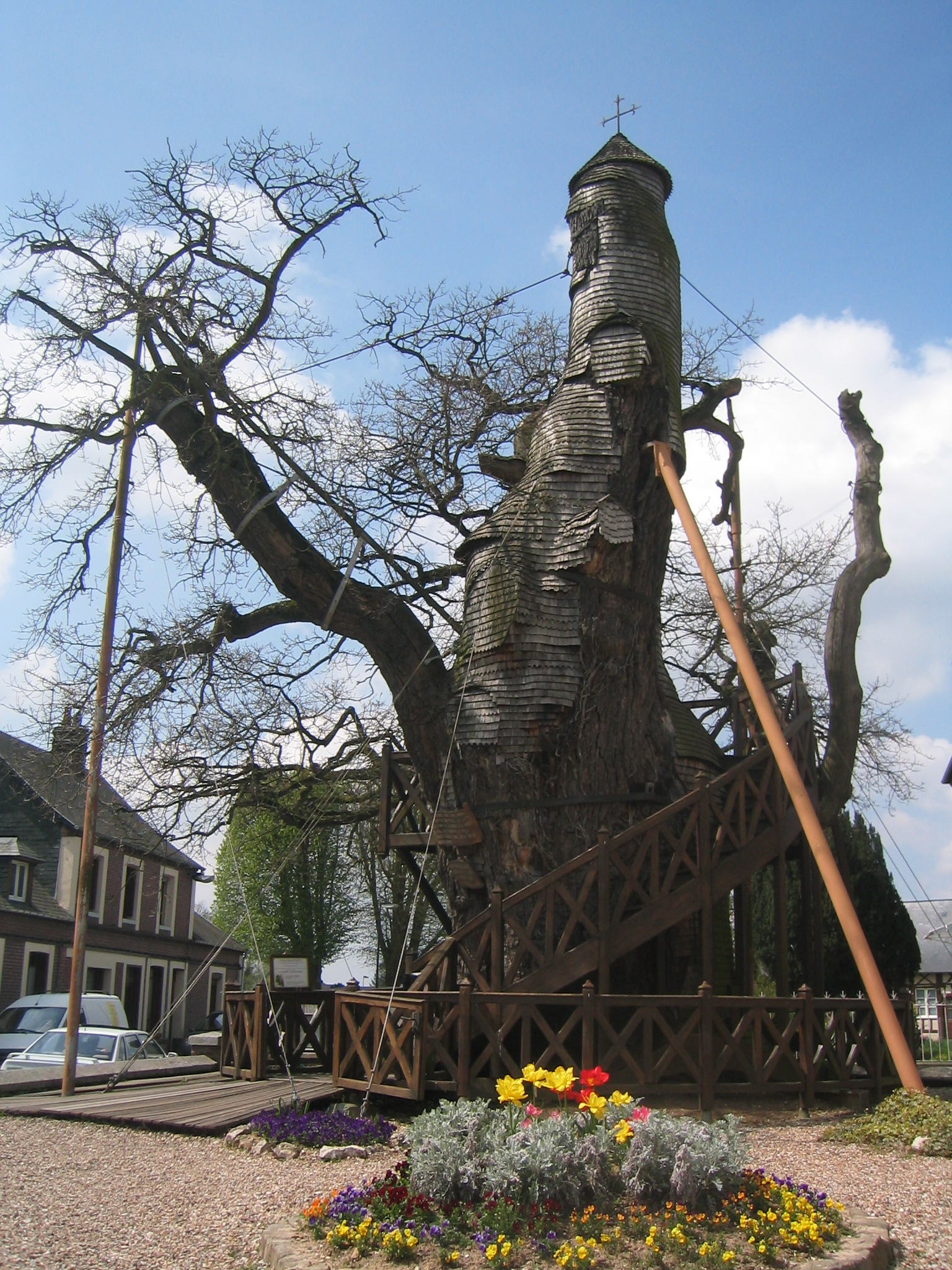
شِن شاپِل، آوریل ۲۰۰۶.

شِن شاپِل (به فرانسوی: Chêne chapelle) (به معنی «نمازخانهٔ بلوط»)، درخت بلوطی است واقع در آلوویل-بلفوس در سین-ماریتیم کشور فرانسه.
این درخت عمری بین ۸۰۰ تا ۱۲۰۰ سال داشته و با بلندی ۱۵ متر، محیط پایه آن حدود ۱۶ متر است. تنه خالی این درخت شامل دو نمازخانه است که در سال ۱۶۶۹ ساخته شده و با نام‌های نوتردام دولاپه (بانو مریم تسّلی بخش) و شامبر دولِرمیت (حجرهٔ زاهد) شناخته می‌شوند. پلکانی دایره‌ای در اطراف درخت راه ورود به نمازخانه‌ها را مشخص می‌کند.
صاعقه‌ای که در هنگام ۵۰۰ سالگی درخت به آن برخورد کرده باعث سوختن آرام داخل آن شده و خالی شدن داخل تنه شده که راهب محلی را به ادعای مقدس بودن این صاعقه واداشته و باعث شده که این نمازخانه‌ها در تنه درخت ساخته شوند.
در هنگام انقلاب فرانسه، مردم محلی آنرا نشانه‌ای از حکومت ستمگر و نیز کلیسای حامی آن می‌دانستند و قصد سوزاندن آن را داشتند که مردی محلی و گمنام با خواندن این درخت با نام معبد منطق و نشانه روش جدید تفکر، آنها را از این کار منصرف کرد.

## نگارخانه

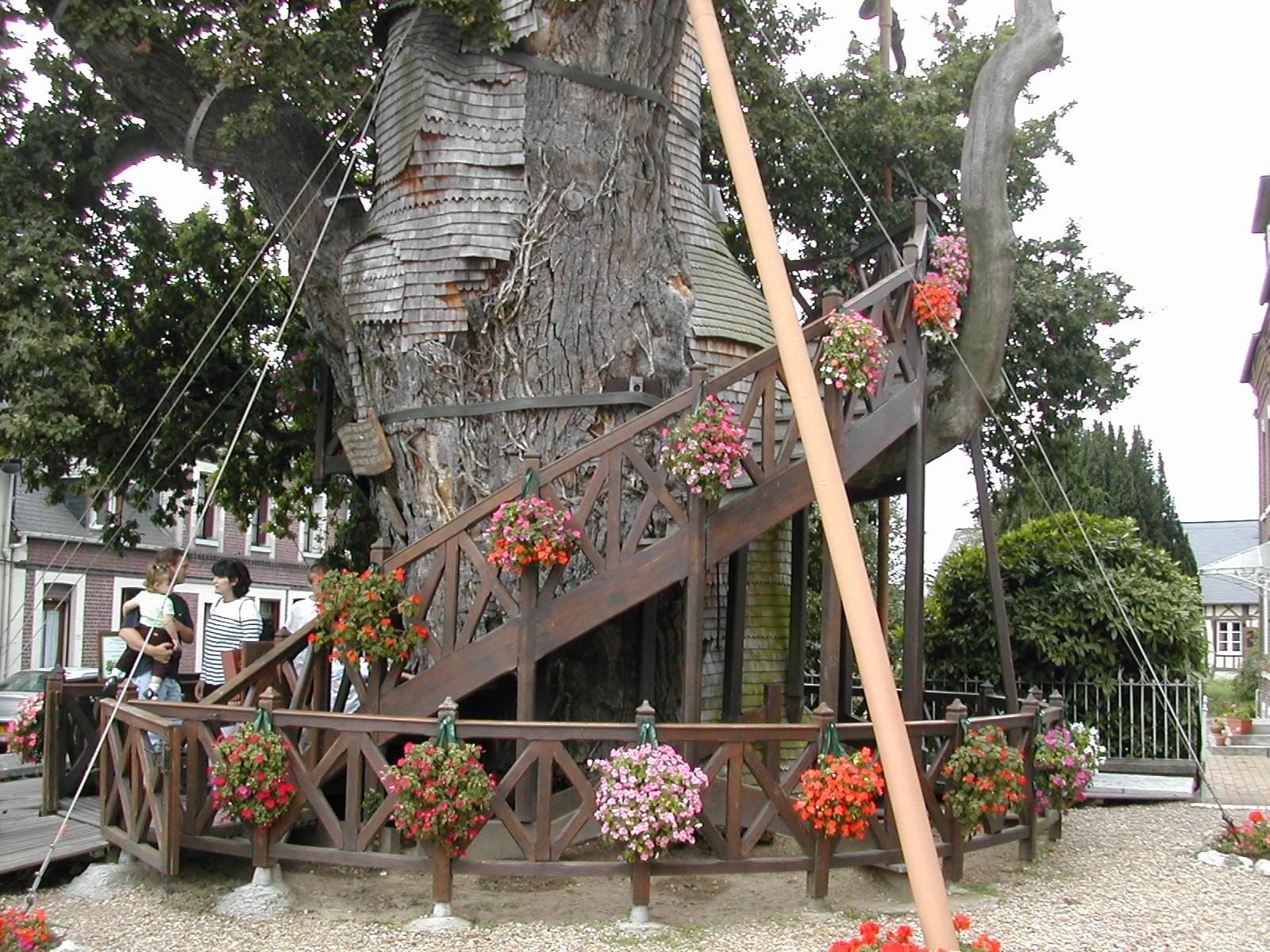
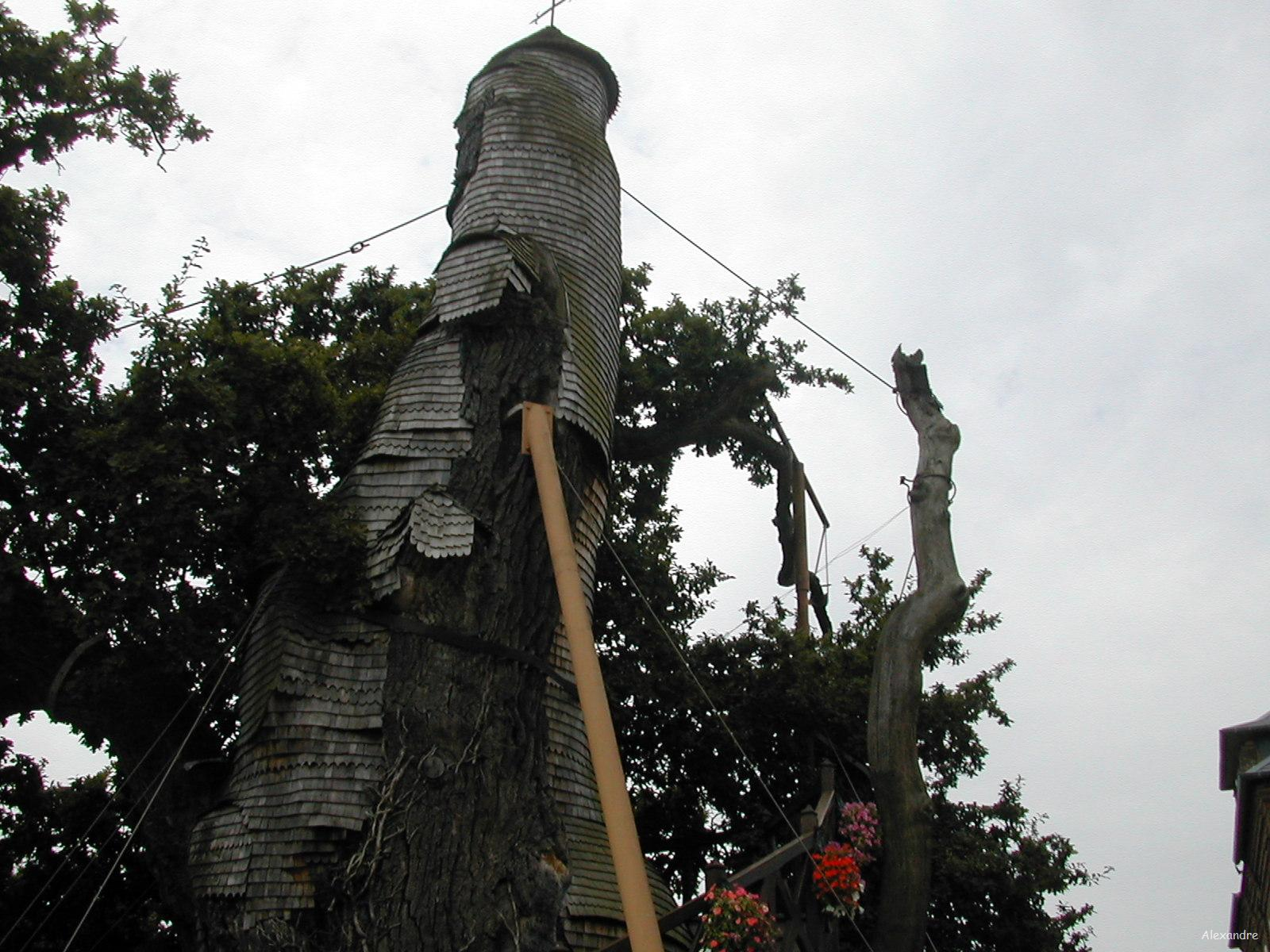
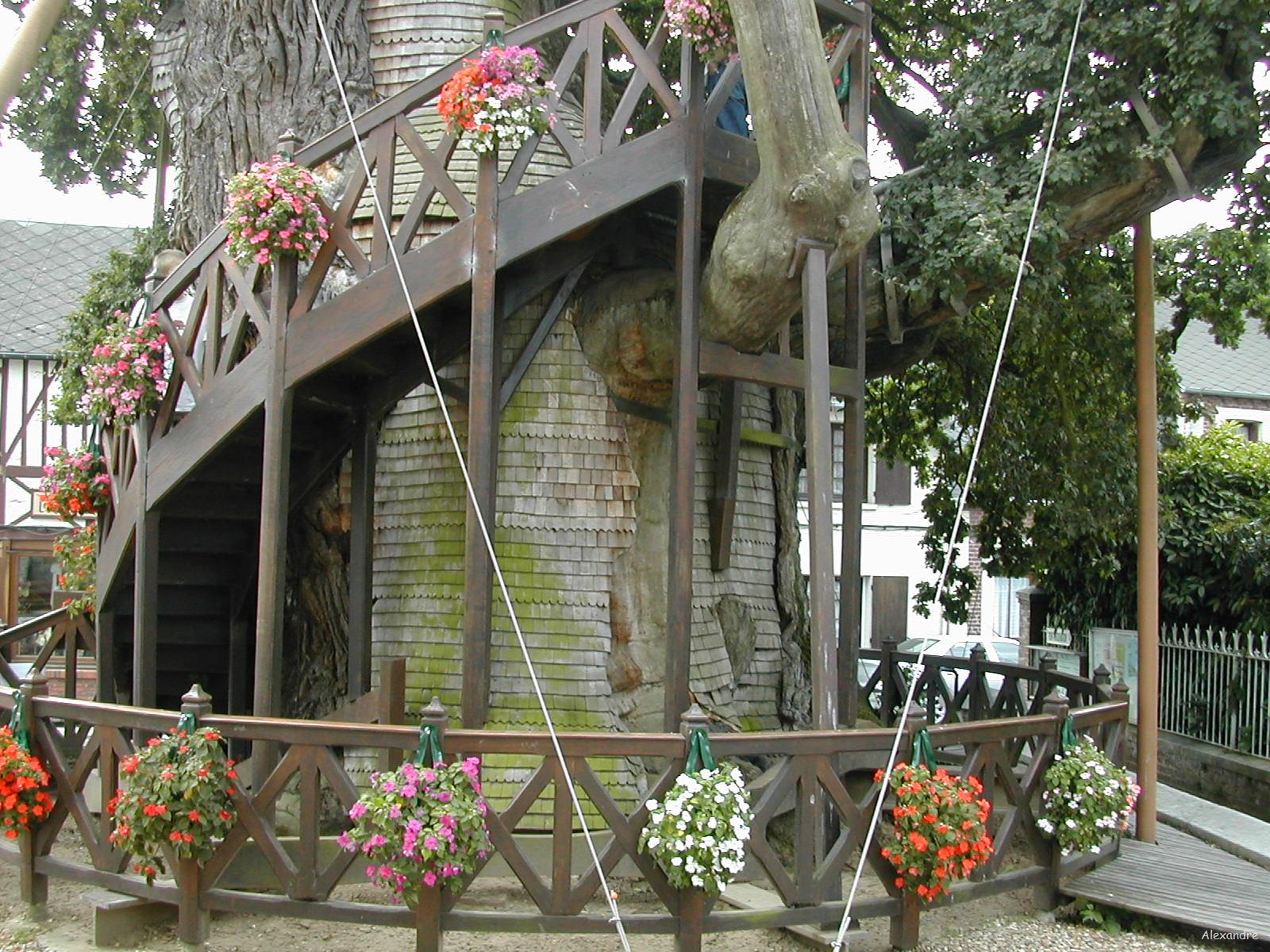
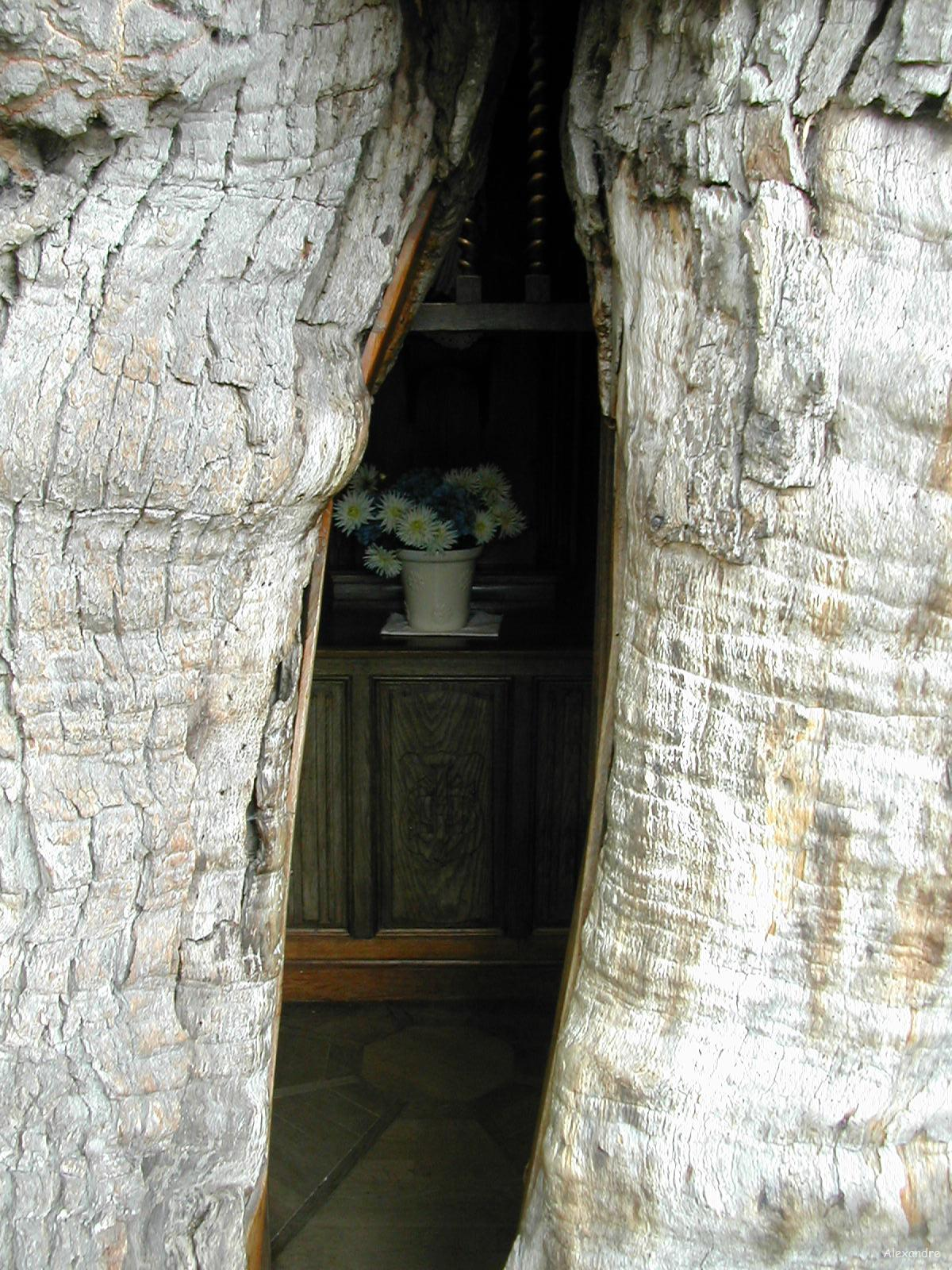
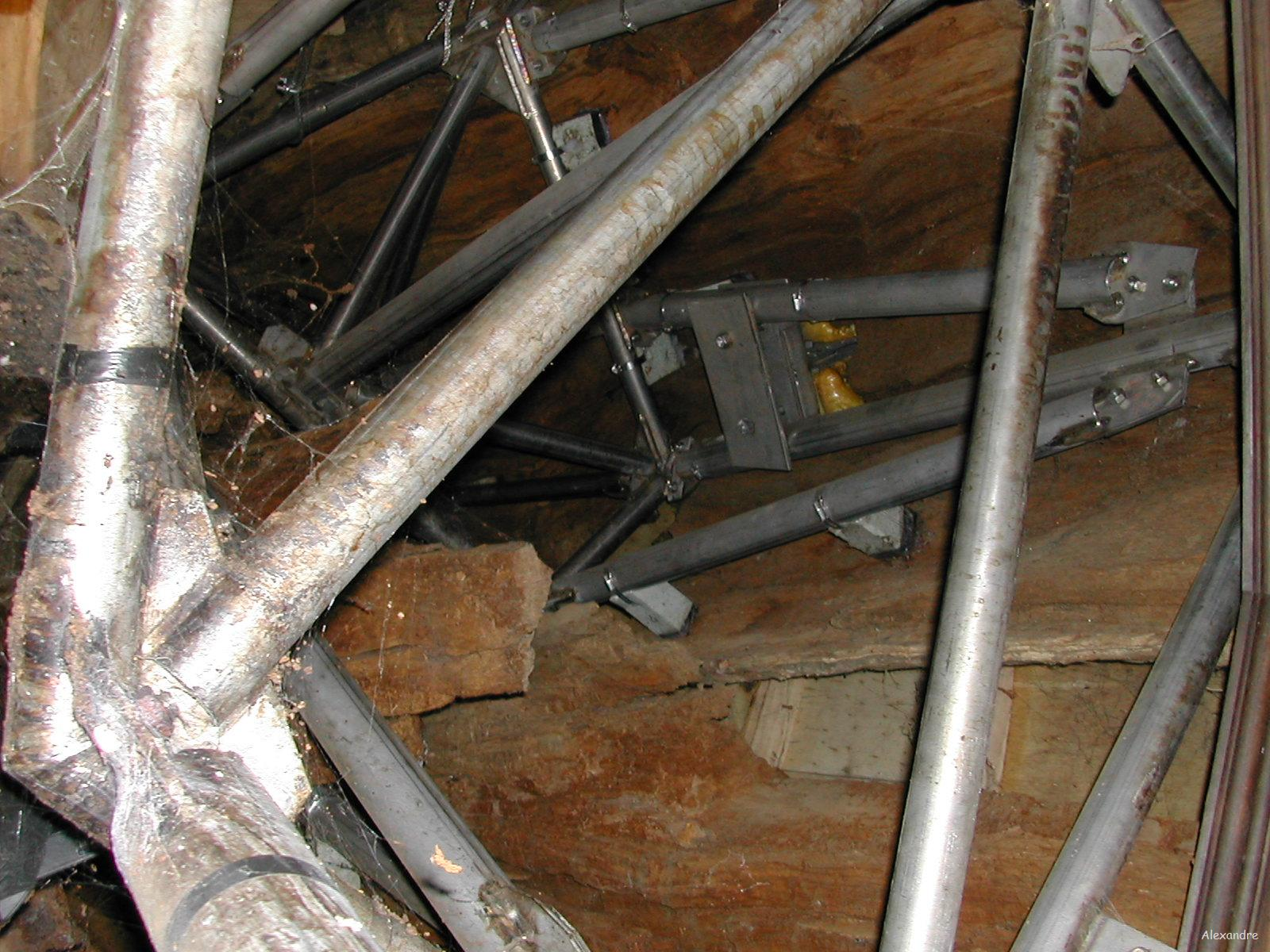
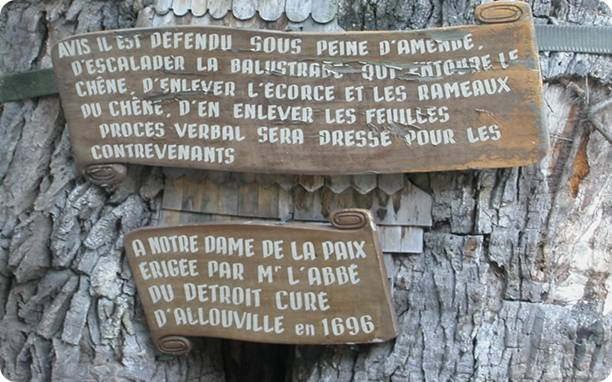
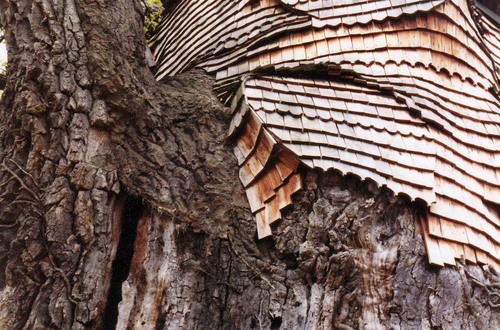